# فرمان‌پذیری
فرمان‌پذیری یا هندلینگ (به انگلیسی: Automobile handling) یک خودرو که بیانگر رفتار دینامیکی آن در حرکت بر روی مسیرهای منحنی و گذر از پیچ‌ها است، متأثر از ویژگی‌های هندسی و عملکردی سازوکارهای گوناگون بکاررفته در خودرو نظیر سیستم‌های تعلیق، ترمز و فرمان
است. بر این اساس، در طراحی هر یک از سیستم‌های یادشده باید تأثیر ویژگی‌های آن سیستم در فرمان‌پذیری خودرو به عنوان یکی از معیارهای مهم در نظر گرفته شود.
فرمان‌پذیری مستقیماً با پایداری (stability) و ناپایداری خودرو در ارتباط است.
فاکتورهای کلیدی در فرمان‌پذیری عبارت اند از توزیع جرم (مرکز جرم و ارتفاع آن)، سیستم تعلیق، چرخ‌ها و تایرهای خودرو و …